# Holyrood, Kansas
Holyrood är en ort i Ellsworth County i Kansas. Vid 2020 års folkräkning hade Holyrood 403 invånare.